# Antonio Cafiero

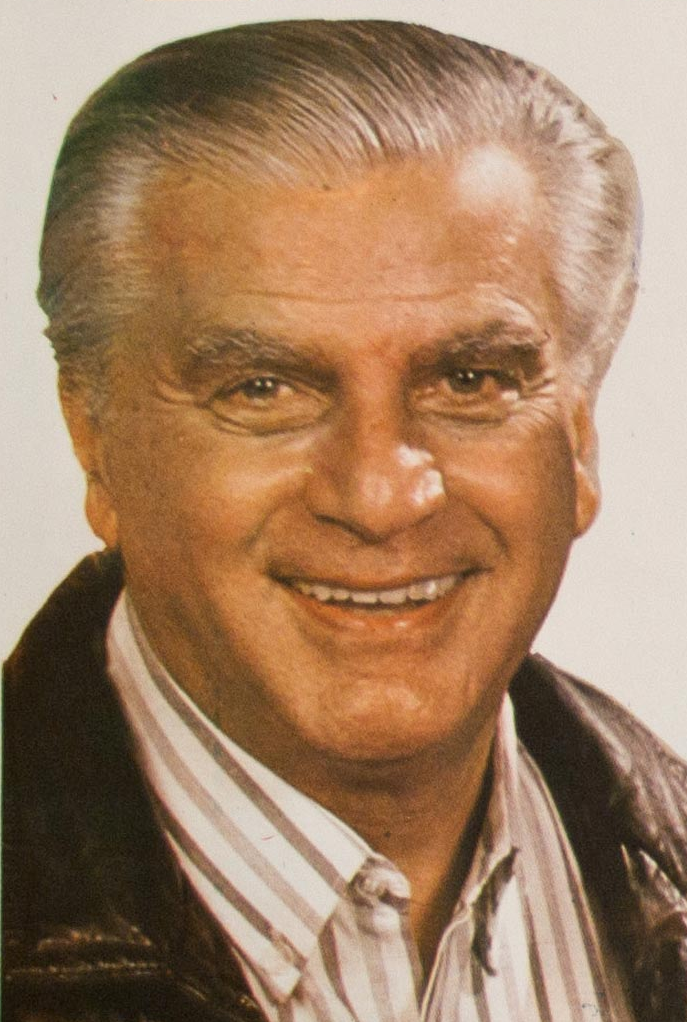
Antonio Cafiero

Antonio Francisco Cafiero (12 de setembro de 1922 - 13 de outubro de 2014) foi um político argentino do Partido Justicialista. Cafiero ocupou vários cargos importantes ao longo de sua carreira, incluindo, principalmente, o governo da Província de Buenos Aires de 1987 a 1991, o Gabinete sob o presidente interino Eduardo Camaño de 2001 a 2002 e uma cadeira no Senado da Nação de 1993 a 2005.